# Wappen der Provinz Bizkaia

Wappen der Provinz Bizkaia seit März 2007

Die aktuelle Form des Wappens der Provinz Bizkaia wurde durch eine Entscheidung des Parlaments der Provinz vom 17. März 2007 festgelegt. Mit dieser Entscheidung korrigierte das Parlament die Irrtümer, die in der Norma Foral 12/86 vom 15. Dezember 1986 enthalten waren.

## Beschreibung
In der Heraldik werden die Bezeichnungen rechts und links grundsätzlich aus der Sicht der Person verwendet, die den Schild vor sich her tragen würde, also entgegengesetzt zur Sicht des Betrachters.
Das Wappen der Provinz Bizkaia besteht aus einem silbernen Schild mit breitem goldenem Rand. Auf dem Schild eine Stieleiche (Quercus robur) mit grüner Krone und naturfarbenem Stamm, die aus dem braunen Schildfuß wächst. Die Eiche verdeckt ein rotes gemeines Kreuz, von dem nur die Enden der Arme zu sehen sind. Der goldene Schildrand ist mit acht roten Flanchis belegt, davon drei an der Oberkante, zwei an den Längsseiten und drei um die Schildspitze. Der Schild wird von zwei grünen Eichenzweigen mit je sieben goldenen Eicheln umgeben.

## Herkunft der Wappenbestandteile
Die Stieleiche wird mit der Heiligen Eiche von Gernika gleichgesetzt, unter der seit dem 13. Jahrhundert die Herren des Señorío de Vizcaya die Gültigkeit der zugestandenen Rechte (los Fueros) beschworen. Seit den Zeiten von Philipp II. (1556–1598) taucht der Baum im Wappen von Bizkaia auf. Auf dem Deckblatt der Privilegios de los Caballeros de Vizcaya, gedruckt in Bilbao 1643, taucht erstmals das gemeine Kreuz hinter der Stieleiche auf.  Diese Kombination entspricht der gedanklichen baskischen Tradition der Verbindung von Gott und der überkommenen Rechte (baskisch „Jaungoikoa eta lege zarra“). Der goldene Rand mit den acht roten Flanchis stammt aus dem Wappen des Hauses Haro, die von 1093 bis 1349 die Señores von Bizkaia waren, allerdings in umgekehrter Farbgebung. Das Familienwappen der Haro zeigt acht goldene Flanchis auf rotem Rand.

## Vorgängerversionen
- Vom 15. Dezember 1986 bis zum 16. März 2007 zeigte das Wappen im silbernen Schild hinter der Stieleiche ein silbernes gemeines Kreuz. Dies verletzte zum einen die heraldische Farbenregel („Kein Metall auf Metall“) und auch die Tradition von Vizcaya, denn das Kreuz war zuvor jahrhundertelang rot gewesen.
- Am 19. Oktober 1936 hatte die Regierung des Baskenlands per Dekret einen Vorschlag von Sabino Arana für ein neues Wappen angenommen. Darin zeigte das Feld für Bizkaia einen roten Schild mit einem silbernen Kreuz hinter der Stieleiche. Der Schildrand war auch hier golden, belegt mit acht roten Flanchis.[5]
- Seit dem Ende des 16. Jahrhunderts verwendete die Herrschaft Bizkaia einen silbernen Schild mit breitem goldenen Rand. Im Schild stand die entwurzelte Heilige Eiche von Gernika vor einem roten gemeinen Kreuz ohne braunen Schildfuß. Vor der Eiche erschienen übereinander zwei schwarze, rot bewehrte und gezungte, nach rechts schreitende Wölfe, die jeweils ein silbernes Lamm im Maul trugen. Der Schildrand ist mit fünf roten, schreitenden Löwen belegt, von denen diejenigen links oben und an der Schildspitze nach rechts und der rechts oben nach links blickt. Der Schild wird von einem naturfarbenen Löwen getragen. Die Wölfe stammen aus dem Wappen des Hauses Haro.